# Sophie Dusautoir Bertrand
Pour le joueur français de rugby à XV, voir Thierry Dusautoir.
Sophie Dusautoir Bertrand, née le 5 juin 1972 à Andorre-la-Vieille, est une skieuse alpiniste andorrane.

## Carrière
Elle remporte la médaille de bronze par équipes avec Ariadna Tudel Cuberes aux  Championnats d'Europe de ski-alpinisme 2009.